# Officier d'état civil en France
Pour un article plus général, voir Officier d'état civil.

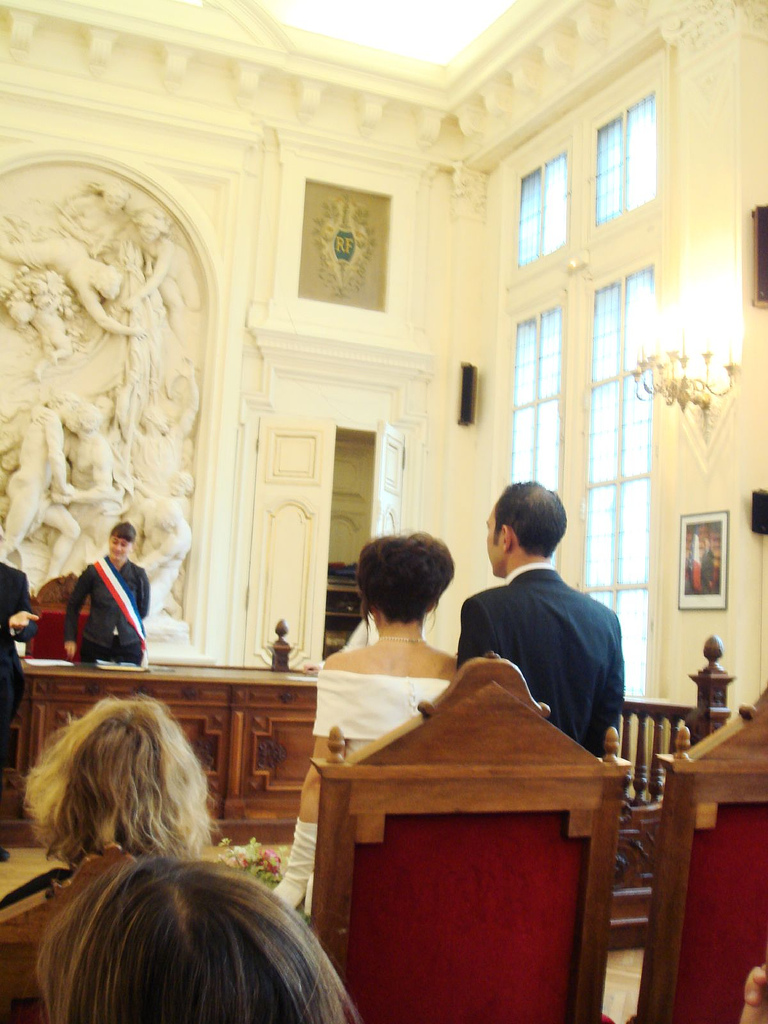
Un officier d'état civil procédant à un mariage à la mairie du 10e arrondissement de Paris, en septembre 2007

Un officier d’état civil en France est la personne chargée de porter sur le registre d'état civil les événements prévus par la loi.
Antérieurement au 1er janvier 1793, ce rôle était tenu par les curés (ou leurs vicaires) qui étaient tenus de consigner ces événements sur les registres paroissiaux BMS (baptêmes-mariages-sépultures).

## Personnes investies de la qualité d'officier d'état civil
En France, les officiers d'état civil sont essentiellement les maires et leurs adjoints depuis la Révolution française, mais certains fonctionnaires du ministère de l'Europe et des Affaires étrangères le sont également. Il s'agit notamment des ambassadeurs et des consuls, , ainsi que de certains agents du service central d'état civil de ce ministère.
De même certains officiers militaires, le plus souvent des commissaires des armées, du ministère des Armées ont qualité d'officiers de l'état civil militaires, principalement en cas de guerre ou d'opération extérieure. Ils peuvent également être compétents à l'égard des non-militaires en cas de défaut des services d'état civil ordinaires.
Les maires peuvent déléguer une partie de leurs attributions à des agents communaux.

## Définition et attributions des officiers d’état civil français
Les officiers d'état civil sont légalement chargés, notamment :
- de recevoir l'acte de naissance[7] d'un nouveau-né, et, le cas échéant, d'engager une procédure contestant le choix des prénoms effectué par les parents[8] ;
- de recevoir les reconnaissances d'enfants et d'en dresser acte[9] ;
- de célébrer les mariages[10] et d'en dresser acte[11] après s'être assuré de la volonté matrimoniale des futurs époux, et avoir fait procéder à la publication des bans[12] ;
- de rédiger l'acte de décès[13] des défunts ;
- de tenir les registres d'état civil, c'est-à-dire d'inscrire les actes qu'il a reçus, de transcrire les actes établis par d'autres officiers d'état civil et le dispositif de certains jugements, et d'apposer les mentions en marge des actes de l'état civil (mentions marginales)[14] ;
- de délivrer des copies ou extraits des actes de l'état civil détenus dans les registres aux personnes qui ont le droit de les obtenir ;
- par la loi du 18 novembre 2016 portant sur le changement, l'interversion ou adjonction de prénoms, les officiers d'état civil ont la capacités d'instruire les demandes de changements et modifient les actes de naissance quand ceux-ci donne une autorisation de changement de prénoms.

Les actes contenus dans les registres d'état civil sont des actes authentiques qui constituent la preuve des événements qu'ils décrivent, sauf à ce qu'ils soient contestés dans des formes particulières. 
C'est pourquoi les officiers d'état civil sont les garants de la régularité et de la légalité des actes d'état civil qu'ils établissent, à la suite des déclarations qui leur sont faites :
- vérification des énonciations illégales ou contradictoires, de la réalité des naissances, des décès…
- vérification des conditions requises pour le mariage (consentements, capacité, publications…)[16].

Ils exercent leurs fonctions sous la responsabilité et le contrôle du ministère de la Justice. Des négligences ou irrégularités dans la tenue de l'état civil peuvent donner suite à des amendes civiles, des sanctions pénales ou disciplinaires.
Lors des cérémonies de mariage, l'officier d'état civil porte l'écharpe tricolore dans les conditions prévues à l'article D. 2122-4 du Code général des collectivités territoriales.
Une copie d'acte d'état civil doit être utilisée dans les trois mois à compter de sa délivrance pour servir de justificatif lors d'une démarche administrative courante (demande de carte nationale d'identité, passeport, constitution de dossier de pacs ou de mariage...).

## Sanctions des négligences ou irrégularités commises
L’officier d’état civil est garant de la confidentialité et de l’authenticité des actes. Il engage sa responsabilité civile et professionnelle lors de leur rédaction, en cas d’erreur ou d’oubli. En effet, l'auteur d'un faux en matière d'acte d'état civil s'expose à de lourdes sanctions pénales.
À ce régime général réprimant les fraudes s’ajoutent des sanctions particulières pour certaines fautes des officiers d'état civil. Notamment, conformément aux articles 50 et 63 du Code civil, l'officier de l'état civil qui ne fait pas mention du mariage dans les registres ou qui ne se conforme pas aux prescriptions de l'article 63 (relatives aux formalités précédant le mariage) « sera poursuivi devant le tribunal de grande instance et puni d'une amende  comprise entre 3 et 30 euros ».
L'article 192 du Code civil punit d'une amende « qui ne peut dépasser 4,5 euros » le fait pour l'officier public de célébrer un mariage sans qu'il soit précédé de la « publication requise ou s'il n'a pas été obtenu des dispenses permises par la loi ou si les intervalles prescrits entre les publications et célébration n'ont point été observés », indépendamment des sanctions encourues par les mariés.
En vertu de l'article 68 du Code civil, l'officier de l'état civil ne pourra célébrer le mariage en cas d'opposition avant qu'on lui ait remis la mainlevée sous peine de 3 000 euros d'amende et de tous dommages-intérêts.
Enfin, en vertu de l'article R645-3 (livre VI, titre IV, chapitre V, section 3 « des atteintes à l'état civil des personnes ») du Code pénal :
« est puni l'amende prévue pour les contraventions de la 5e classe le fait, par un officier d'état civil ou une personne déléguée par lui en vertu des dispositions de l'article 6 du décret no 62-921 du 3 août 1962 :

1. De contrevenir aux dispositions réglementaires concernant la tenue des registres et la publicité des actes d'état civil ;
2. De ne pas s'assurer de l'existence du consentement des père, mère ou autres personnes lorsque la loi le prescrit pour la validité d'un mariage ;
3. De recevoir, avant le temps prescrit par l'article 228 du code civil, l'acte de mariage d'une femme ayant déjà été mariée.

Les contraventions prévues par le présent article sont constituées même lorsque la nullité des actes de l'état civil n'a pas été demandée ou a été couverte. »
— Article R645-3 du Code pénal
Enfin, l'article L2122-16 du Code général des collectivités territoriales prévoit que les maires et les adjoints peuvent être suspendus par arrêté ministériel motivé, voire révoqués par décret motivé pris en conseil des ministres notamment en cas de violation alléguée de la loi en leur qualité d'officier d'état civil.
De même, les fonctionnaires territoriaux délégués dans les fonctions d’officier d'état civil peuvent faire l'objet des sanctions disciplinaires allant jusqu'à la révocation, telles que prévues par les articles 89 à 91 de la loi du 26 janvier 1984.